# 森丁-达塞拉
森丁-达塞拉是葡萄牙布拉干萨区的一个堂区。总面积11.87平方公里，总人口110人，人口密度9.3人/平方公里。